# إسحاق دويتشر
إسحاق دويتشر (بالإنجليزية: Isaac Deutscher)‏‏ (3 أبريل 1907 في كرزنو - 19 أغسطس 1967 في روما) مؤرخ، وكاتب، وعالم اجتماع، وصحفي، وكاتب سير من الإمبراطورية النمساوية المجرية.